# Konur Alp
Konur Alp (o Konuralp o Konuralp Bey, in turco ottomano: قونور آلپ; ... – 1328) è stato uno dei guerrieri di Osman I e di Orhan I. Konur Alp fu tra i primi comandanti che prestarono servizio nella fondazione dello Stato ottomano.

## Biografia

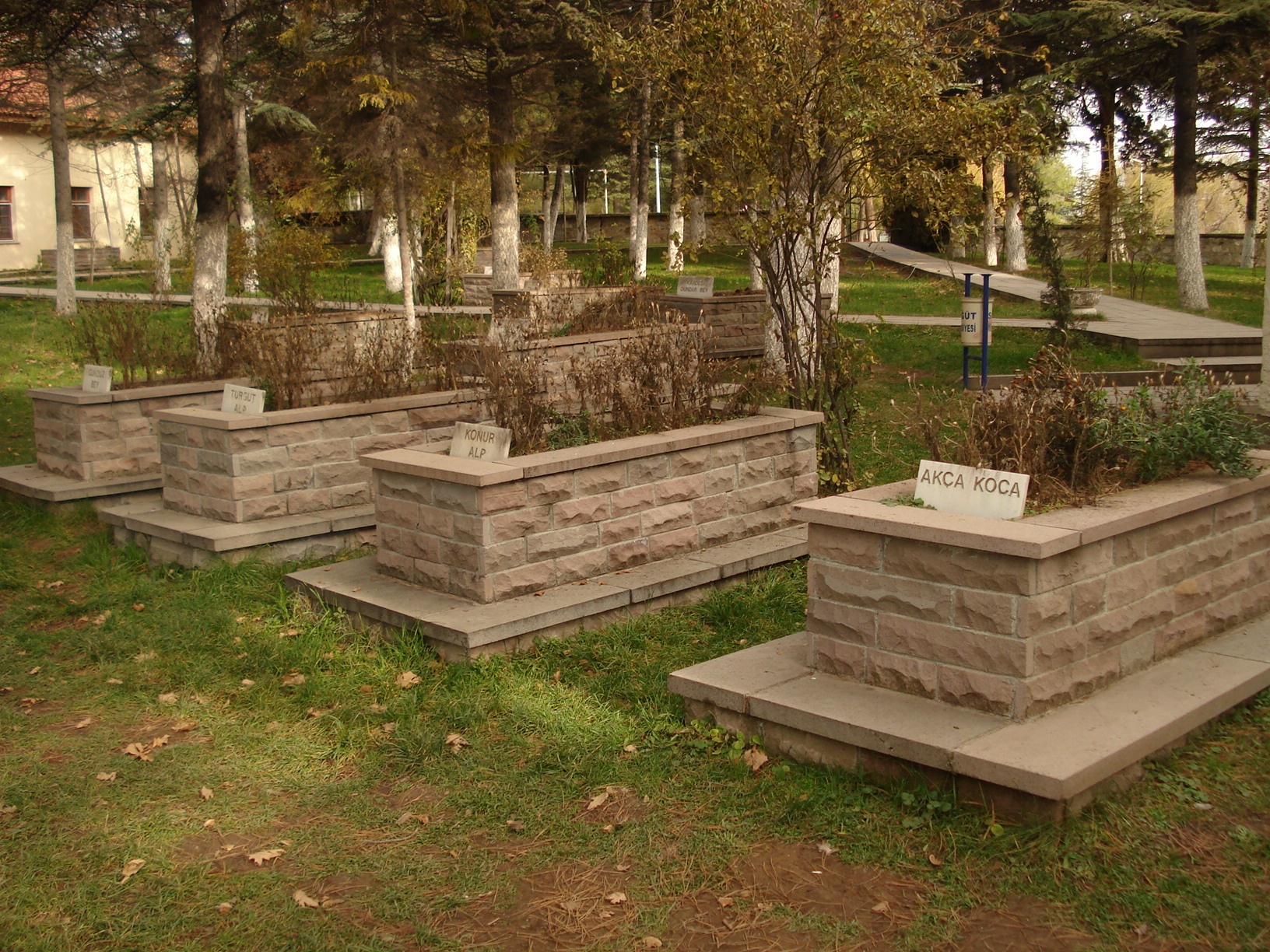
Tomba commemorativa di Konur Alp (terzo da sinistra)

Dal 1300, quando Osman Ghazi iniziò la lotta contro i Bizantini, anche Konur Alp era coinvolto insieme ai suoi compagni come Akça Koca, Samsa Çavuş, Aykut Alp e Abdurrahman Ghazi.
Dato che Orhan Ghazi assunse l'amministrazione militare quando il padre era ancora in vita, inviò Konur Alp a conquistare la regione del Mar Nero. Konur Alp conquistò Akyazı, Mudurnu, Sakarya e il bacino del Hypius (oggi chiamato Melen). Secondo Ashikpashazade, prese il castello di Aydos con l'aiuto di Abdurrahman Ghazi su ordine di Orhan. Nel 1321, fu catturata Mudanya, il porto di Bursa sul Mar di Marmara. Orhan inviò quindi una colonna guidata Konur Alp verso la costa occidentale del Mar Nero, prima di prendere Bursa. Nel 1323, la città di Prusias ad Hypium fu conquistata dall'Impero bizantino da Osman Gazi (r. c. 1299-1323/1324). Osman Ghazi affidò il controllo della città al suo comandante Konur Alp. Nel 1326 ebbe un ruolo fondamentale nella conquista di Bursa.
Konur morì nel 1328 e si ritiene che sia stato sepolto a Düzce. Dopo la morte di Konur Alp, i luoghi sotto la sua amministrazione furono riuniti e affidati a Murad I.